# Oroha jezik
Oroha jezik (mara ma-siki, oraha; ISO 639-3: ora), najmanji od četiri južnomalaitska jezika kojim govori 38 ljudi (1999 SIL) na otoku South Malaita ili Maramasike u Solomonskim otocima. Pripdnici istoimene etničke grupe imaju četiri sela na jugu otoka.
Jezik je nekad bio znatno rasprostranjeniji. na njegovom očuvanju rade jezikoslovci uz pomoć Georgea Claya jednog od posljednjih 38 govornika. Pripada austronezijskoj porodici.

## Vanjske poveznice
- Ethnologue (14th)
- Ethnologue (15th)